# Transferência da corte portuguesa para o Brasil
A transferência da corte portuguesa para o Brasil foi o episódio da história de Portugal e da história do Brasil em que a família real portuguesa, a sua corte de nobres, servos, empregados domésticos e uma biblioteca com mais de 60 000 livros, se radicaram no Brasil. A leva inicial chega ao Brasil em 29 de novembro de 1807, com aproximadamente 420 pessoas. Em 1821 muitos destes voltaram a Portugal.
A capital de Portugal foi estabelecida na capital do Estado do Brasil, o Rio de Janeiro, registrando-se o que alguns historiadores denominam de "inversão metropolitana", ou seja, da colônia passou a ser exercida a soberania e o governo do império português. Pela primeira e única vez na história uma colônia passava a sediar uma corte europeia.

## Antecedentes

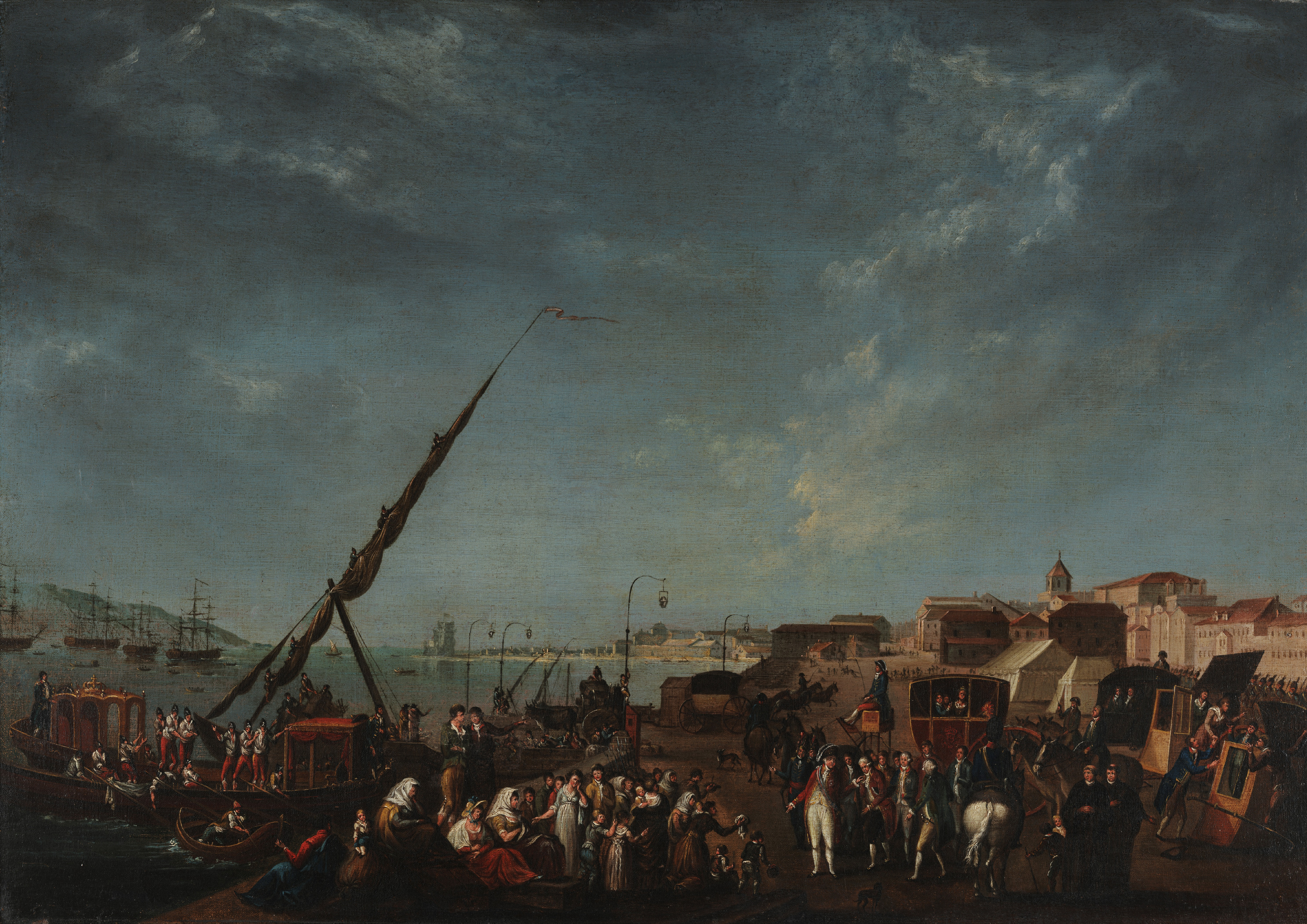
Embarque da família real portuguesa no cais de Belém, em 29 de novembro de 1807.

O plano de transferência da família real e da corte de nobres portugueses para o Brasil, refúgio seguro para a soberania portuguesa quando a resistência militar a um invasor fosse inútil na metrópole, já havia sido anteriormente cogitado:
- Durante a crise de sucessão de 1580, ante o avanço dos tercios do duque de Alba, António I terá sido aconselhado a buscar um refúgio além-Atlântico;[4]
- No contexto da Restauração da Independência (1640), quando a França abandonou Portugal no Congresso de Münster (1648), o padre António Vieira apontou ideia semelhante a João IV, [5] associando-a ao vaticínio da fundação do Quinto Império;
- Posteriormente, embora sem ameaça militar iminente, o diplomata Luís da Cunha defendeu a ideia de se transferir para o Brasil a sede da monarquia portuguesa;[6]
- A ideia principiou a ser colocada em prática quando da invasão de Portugal por tropas espanholas, no contexto do chamado Pacto de Família, tendo o marquês de Pombal chegado a ordenar o apresto de uma esquadra que transportaria José I, a família real e a corte. À época, Pombal considerava alguns exemplos estrangeiros, como a recomendação de Sébastien Le Prestre de Vauban ao futuro Filipe V de Espanha para que se refugiasse na América, e nomeadamente o precedente da imperatriz Maria Teresa da Áustria que se dispusera a descer o rio Danúbio, caso a sua Corte em Viena viesse a correr perigo;
- No início do século XIX, no contexto internacional criado pela ascensão do império de Napoleão Bonaparte, a ideia da retirada da família real para o Brasil voltou à tona, tendo sido defendida pelo marquês de Alorna em 30 de maio de 1801[7] e, novamente, em 16 de agosto de 1803, por Rodrigo de Sousa Coutinho;[8]
- A ideia de uma transferência para o Brasil, ressurgindo como um meio de reforço à segurança nacional, sobretudo em contextos de ameaça iminente à soberania de Portugal, foi apresentada como uma via necessária ao cumprimento de um projecto messiânico, como em António Vieira, ou como um meio para redefinir as relações de forças no "equilíbrio europeu" pós-Vestfália, como o marquês de Alorna, Luís da Cunha e o conde de Linhares.

## A conjuntura de 1807
Depois das campanhas do Rossilhão e da Catalunha, a Espanha abandonara a aliança com Portugal, fazendo causa comum com o inimigo da véspera — a França de Napoleão. Resultou daí a invasão de 1801, em que a Grã-Bretanha de nada serviu a Portugal.
Enquanto o Corpo de Observação da Gironda penetrava em Portugal debaixo do pretexto da proteção, o tratado de Fontainebleau entretanto assinado entre a França e a Espanha, retalhava Portugal em três principados. O plano de Napoleão era o de aprisionar a família real portuguesa, sucedendo ao Príncipe-regente João de Bragança, o que veio a suceder a Fernando VII de Espanha e a Carlos IV de Espanha em Baiona — forçar uma abdicação. Teria Portugal um Bonaparte no trono e, paralelamente, a Inglaterra apossar-se-ia das colônias do império ultramarino português, sobretudo o Estado do Brasil.

## Os acontecimentos

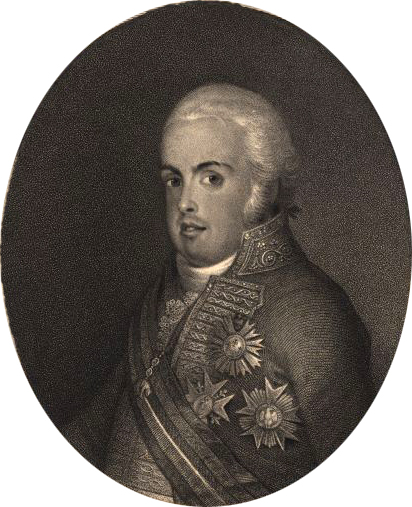
O Príncipe-regente João de Bragança em 1804.

Após os tratados secretos de Tilsit de julho de 1807, os representantes da França e de Espanha em Lisboa entregaram ao príncipe-regente de Portugal, a 12 de agosto, as determinações de Napoleão: Portugal teria que aderir ao Bloqueio Continental, fechar os seus portos à navegação britânica, declarar guerra aos britânicos, sequestrar os seus bens em Portugal e deter todos os cidadãos ingleses residentes no país. O príncipe-regente era intimado a dar uma resposta até ao dia 1º de setembro.
No Conselho de Estado, reunido a 18 de agosto, sem que se conhecesse ainda a manobra de Napoleão, venceu a posição do ministro António de Araújo e Azevedo: Portugal unia-se ao Bloqueio Continental, fechando os portos aos navios britânicos. A única objecção era a de não aceitar o sequestro dos bens e nem a detenção de pessoas de nacionalidade britânica, por não serem conciliáveis com os princípios cristãos. O ministro Araújo ordenou a redação das cartas e expediu-as. Essa era a posição tomada por Lisboa, mas deixando vencida uma minoria liderada por Rodrigo de Sousa Coutinho, que defendera que se fizesse a guerra contra a França e a Espanha, colocando-se em prontidão 70 mil homens e mobilizando-se 40 milhões de cruzados para a custear. Na mesma reunião, Coutinho formulou uma vez mais a ideia preconizada em 1803, de uma retirada estratégica: caso Portugal não tivesse sorte nas armas, "passasse a família real para o Brasil".

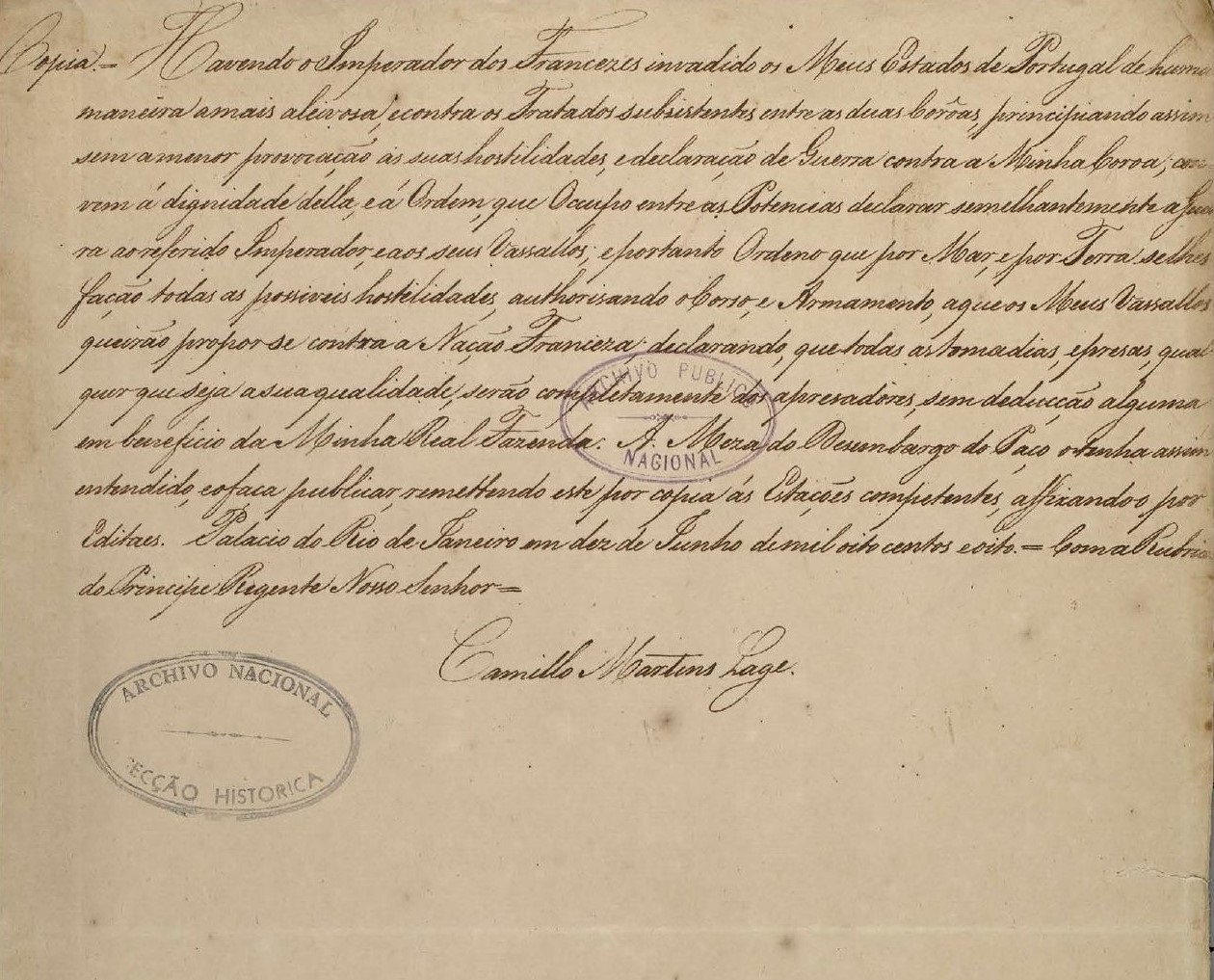
Declaração de guerra feita por João a Napoleão e todos os seus vassalos, 1808. Arquivo Nacional.

Os membros do Conselho de Estado encontravam-se divididos em dois partidos – o chamado "partido francês" e o chamado "partido inglês". Este último, liderado por Rodrigo de Sousa Coutinho, contava com personalidades como João de Almeida e preconizava a continuação dos pactos internacionais com o Reino Unido, insistindo na necessidade de encarar com firmeza a ideia de guerra. O "partido francês", liderado por António de Araújo e Azevedo, defendia a aceitação das condições francesas e, embora dissesse que buscava a neutralidade, inclinava-se para o lado da França.

Sucederam-se as reuniões. Na reunião do Conselho de Estado de 30 de agosto, vingou a ideia de se enviar para o Brasil apenas o Príncipe da Beira, Pedro de Alcântara, herdeiro do trono, e as infantas. Rodrigo de Sousa Coutinho continuou a defender a ideia de que Portugal devia fazer primeiro guerra à França e que a saída de toda a família real só se deveria realizar perante a dificuldade militar. Começaram imediatamente os preparativos para a saída do Príncipe da Beira e das infantas, mandando-se aprontar uma esquadra de quatro naus. As restantes naus da armada ficariam em defesa do porto de Lisboa.

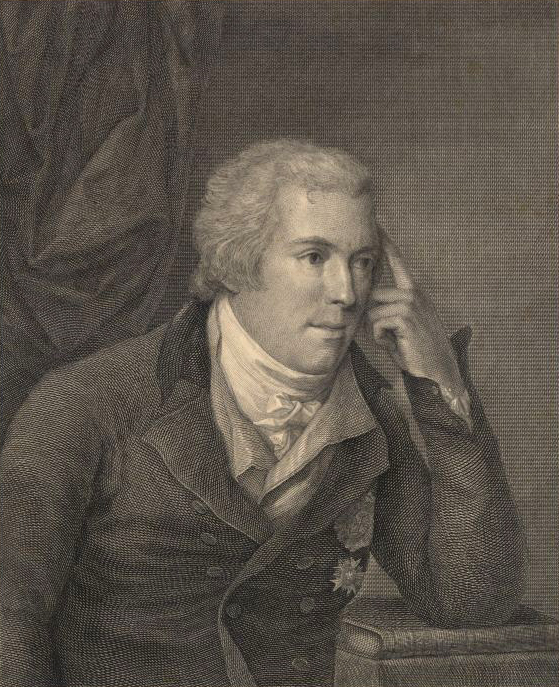
António de Araújo e Azevedo, conde da Barca.

Nas flutuações constantes do período que se seguiu, as movimentações do general Jean Lannes, embaixador francês em Lisboa, frutificaram na queda de Rodrigo de Sousa Coutinho, de João de Almeida, e na demissão de Pina Manique. Vencia o "partido francês", com António de Araújo e Azevedo a substituir os ministros demitidos, e a triunfar a "política de neutralidade" favorável à França Napoleónica. Em meados de outubro, a reunião do Conselho de Estado fez-se já sem a presença de Rodrigo de Sousa Coutinho. Antes de receber qualquer resposta, Napoleão já dera ordem de marcha através da Espanha a um exército de cerca de 30 mil homens sob o comando de Jean-Andoche Junot. Não se sabia ainda se as tropas se dirigiam para Portugal, avaliando-se as posições das potências. Napoleão Bonaparte mostrava-se cauteloso, modificando a cláusula em que pedia o sequestro dos bens e pessoas de nacionalidade britânica; Manuel de Godoy dizia que se a Espanha tivesse a intenção de tomar Portugal, tê-lo-ia feito em 1801, mas "que nem se lembrasse(m) do retiro para o Brasil"; o rei do Reino Unido exortava à transferência para o Brasil da família real portuguesa e oferecia a sua esquadra. A posição britânica vinha apoiada num extenso documento em que se dizia que ficara resolvido pelas outras potências "a extinção da Monarchia Europêa Portuguesa, e portanto o único recurso era ir conservar a sua Monarchia no Brasil".

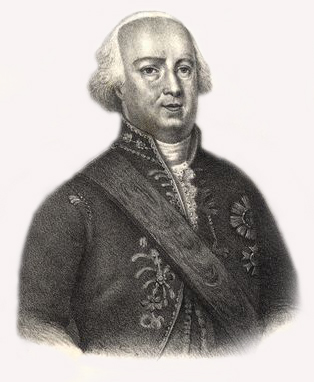
Rodrigo de Sousa Coutinho, conde de Linhares.

Em fins de outubro, realizaram-se novas reuniões do Conselho de Estado, defendendo João de Almeida a saída de toda a família real e não apenas do Príncipe da Beira e das infantas. Mantiveram-se todas as ordens dadas para que continuassem os preparativos da esquadra. Depois se veria quem iria sair para o Brasil.
No dia 22 de outubro, foi publicado o edital tornando público o decreto do príncipe regente mandando fechar os portos portugueses aos navios de guerra e mercantes da Grã-Bretanha. Três dias depois, o príncipe regente deu parte aos seus ministros dos preparativos da viagem do Príncipe da Beira, mas que pode ser de toda a família real se as circunstâncias assim o impusessem, e decidiu escrever para a Espanha e a França.
A decisão de transferir a Corte para o Brasil, porém, já ficara resolvida na convenção secreta subscrita em Londres, em 22 de outubro de 1807, e que veio a ser ratificada em Lisboa no dia 8 de novembro. Pela mesma altura, chegava a Lisboa a notícia da prisão, em Espanha, do príncipe herdeiro do trono (Príncipe das Astúrias), e de que tropas espanholas e francesas se estavam a dirigir para a fronteira portuguesa.

Confirmavam-se os propósitos de Napoleão em relação a Portugal e a Espanha; tinham fundamento as advertências do rei da Grã-Bretanha e as do chamado "partido inglês" no Conselho de Estado. Não havia alternativa à retirada de toda a família real e do governo do Reino para a cidade do Rio de Janeiro.

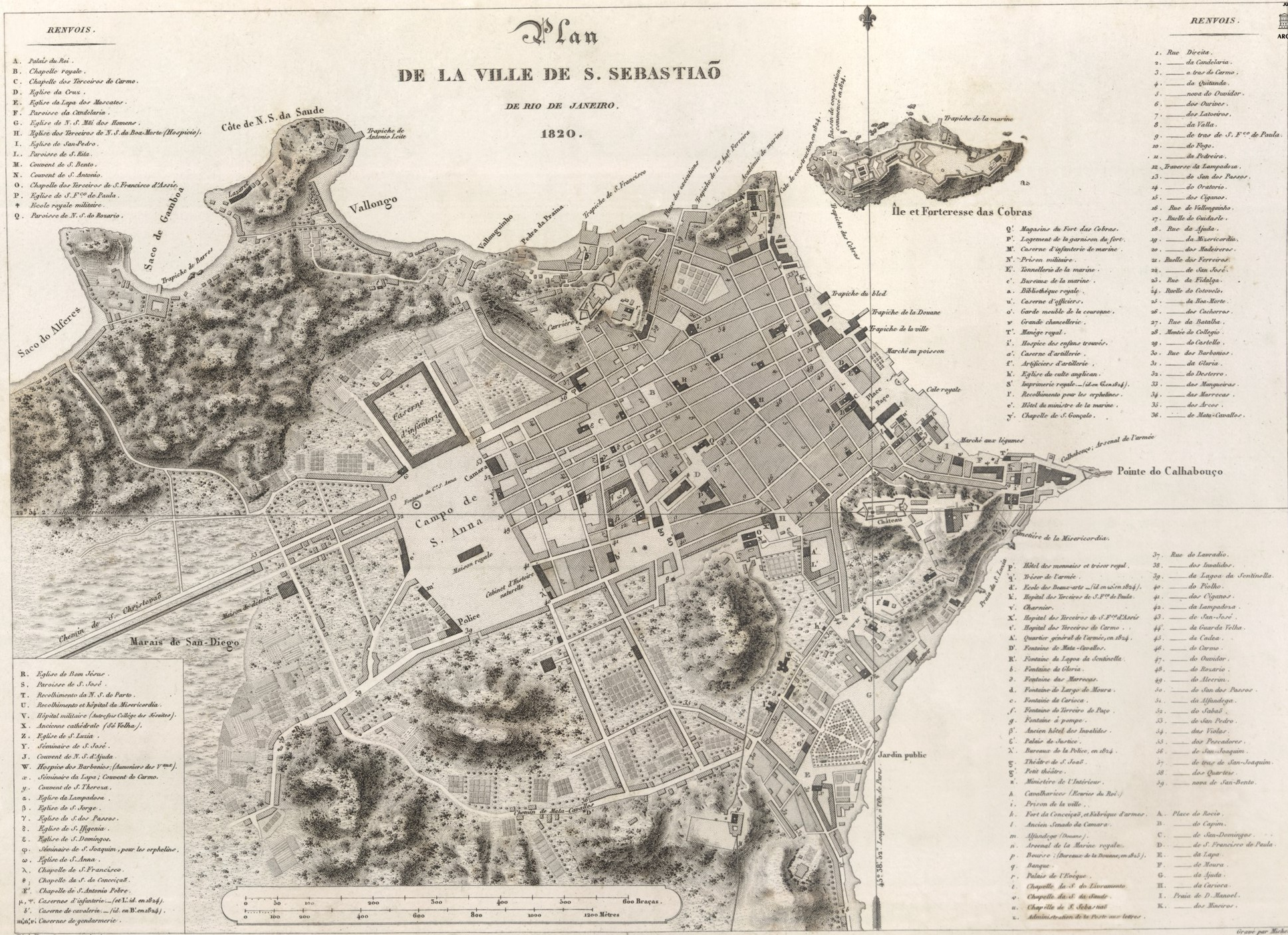
Mapa da cidade do Rio de Janeiro, em 1820, então capital do Reino de Portugal, com a transferência da corte para o Brasil. Arquivo Nacional.

Nas últimas decisões tomadas pelo príncipe regente parece haver a intenção de manter um certo equilíbrio entre os partidos em conflito. O "partido francês" viu satisfeitos os "pedidos" de Napoleão, fechando-se os portos aos navios de guerra e mercantes ingleses, e dando-se ordem de expulsão aos ingleses residentes em Portugal, enquanto o "partido inglês" obteve a continuação dos preparativos da esquadra para a saída do Príncipe da Beira.
O ministro António de Araújo e Azevedo ainda mandou desviar para as costas portuguesas os poucos efectivos militares de que o país dispunha, alegando que Portugal poderia ser surpreendido por um desembarque britânico. Era um último esforço para favorecer a entrada das tropas comandadas por Junot.
O príncipe regente apenas no dia 23 de novembro recebeu a notícia do que viria a ser, a primeira invasão francesa de Portugal. Convocou imediatamente o Conselho de Estado, que decidiu embarcar o quanto antes toda a família real e o governo, servindo-se da esquadra que estava pronta para o Príncipe da Beira e as infantas.
Em 26 de novembro, foi nomeado um Conselho de Regência para permanecer em Portugal, e difundidas Instruções aos governadores, nas quais se dizia que "quanto possível for", deviam procurar conservar em paz o reino, recebendo bem as tropas do imperador.

(…) Vejo que pelo interior do meu reino marcham tropas do imperador dos franceses e rei da Itália, a quem eu me havia unido no continente, na persuasão de não ser mais inquietado (…) e querendo evitar as funestas consequências que se podem seguir de uma defesa, que seria mais nociva que proveitosa, servindo só de derramar sangue em prejuízo da humanidade, (…) tenho resolvido, em benefício dos mesmos meus vassalos, passar com a rainha minha senhora e mãe, e com toda a real família, para os estados da América, e estabelecer-me na Cidade do Rio de Janeiro até à paz geral.

Junot, no seu "Diário", manuscrito na Biblioteca Nacional da Ajuda, revela quanto os franceses receavam aquele embarque. Ao ser informado que este estava já em execução, e não podendo voar sobre o Ribatejo até Lisboa com as suas tropas, ainda enviou M. Hermann a Lisboa com a missão de o atrasar ou impedir. "Mr. Hermann ne put voir ni le Prince ni Mr. D. Araujo; celui-ci seulement lui dit que tout était perdu"↑ , escreveria depois Junot a Bonaparte. Para Araújo, para o "partido francês", o mais importante estava na verdade perdido — não era mais possível aos franceses aprisionarem o príncipe-regente de Portugal.

## A partida

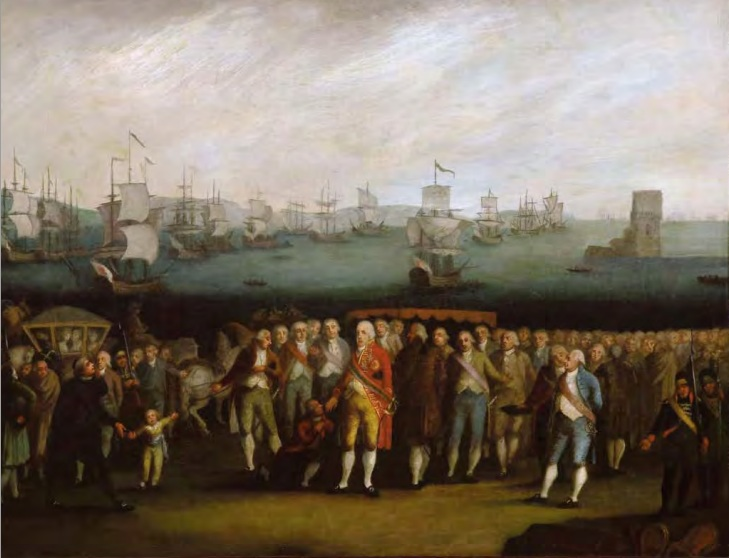
Embarque da Família Real Portuguesa.

A esquadra portuguesa, que saiu do porto de Lisboa em 29 de novembro de 1807, ia comandada pelo vice-almirante Manuel da Cunha Souto Maior. Integravam-na as seguintes embarcaçõesː
Naus:
- Príncipe Real – Comandante: capitão de mar e guerra Francisco José do Canto e Castro Mascarenhas.
- Dom João de Castro – Comandante: capitão de mar e guerra Manuel João Loccio.
- Afonso de Albuquerque – Comandante: capitão de mar e guerra Inácio da Costa Quintela.
- Rainha de Portugal – Comandante: capitão de mar e guerra Francisco Manuel Souto Maior.
- Medusa – Comandante: capitão de mar e guerra Henrique da Fonseca de Sousa Prego.
- Príncipe do Brasil – Comandante: capitão de mar e guerra Francisco de Borja Salema Garção.
- Conde Dom Henrique – Comandante: capitão de mar e guerra José Maria de Almeida.
- Martim de Freitas – Comandante: capitão de mar e guerra Manuel de Meneses.

Fragatas:
- Minerva – Comandante: capitão de mar e guerra Rodrigo José Ferreira Lobo.
- Golfinho – Comandante: capitão de fragata Luís da Cunha Moreira.
- Urânia – Comandante: capitão de fragata João Manuel.

Brigues:
- Lebre – Comandante: capitão de mar e guerra Daniel Thompson.
- Voador – Comandante: capitão de fragata Maximiliano de Sousa.
- Vingança – Comandante: capitão de fragata Diogo Nicolau Keating.

Escunas:
- Furão – Comandante: capitão-tenente Joaquim Martins.
- Curiosa – Comandante: primeiro-tenente Isidoro Francisco Guimarães.

A família real embarcara desde o dia 27 de novembro, tomando-se a bordo as últimas decisões. No dia 28 de novembro não foi possível levantar ferros porque o vento soprava do Sul. Entretanto, as tropas francesas tinham já passado os campos de Santarém, pernoitando no Cartaxo. No dia 29 de novembro, o vento começou a soprar de nordeste, e bem cedo o Príncipe Regente ordenou a partida. Quatro naus da marinha britânica, sob o comando do capitão Graham Moore, reforçaram a esquadra portuguesa até o Brasil.
O general Junot entrou em Lisboa às 9 horas da manhã do dia 30 de novembro, liderando um exército de cerca 26 mil homens e tendo à sua frente um destacamento da cavalaria portuguesa, que se rendera e se pusera às suas ordens.

## A viagem e a chegada à Bahia

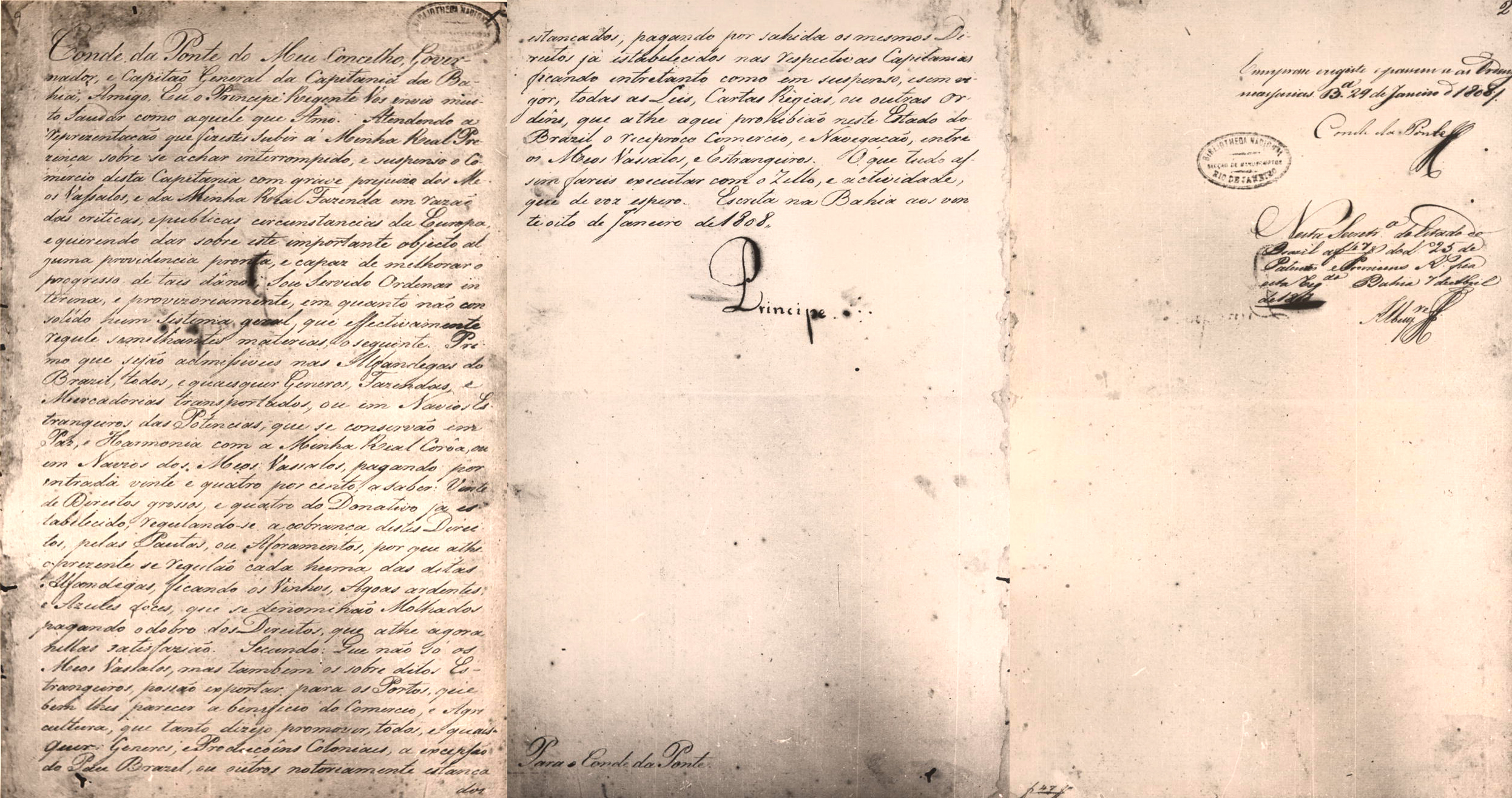
Carta Régia declarando a abertura dos portos às nações amigas.

Após a partida, os navios da esquadra portuguesa, escoltados pelos britânicos, dispersaram-se devido a uma forte tempestade. Em 5 de dezembro conseguiram se reagrupar e logo depois, em 11 de dezembro, a frota avistou a ilha da Madeira.
As embarcações chegaram à costa da Bahia a 18 de janeiro de 1808 e, no dia 22, os habitantes de Salvador já puderam avistar os navios da esquadra. Às quatro horas da tarde do dia 22, após os navios estarem fundeados, o conde da Ponte (governador da capitania à época) foi a bordo do navio Príncipe Real. No dia seguinte, fizeram o mesmo os membros da Câmara.
A comitiva real só desembarcou às cinco horas da tarde do dia 24, em uma grande solenidade.
Em Salvador foi assinado o Decreto de Abertura dos Portos às Nações Amigas.

## A chegada ao Rio de Janeiro

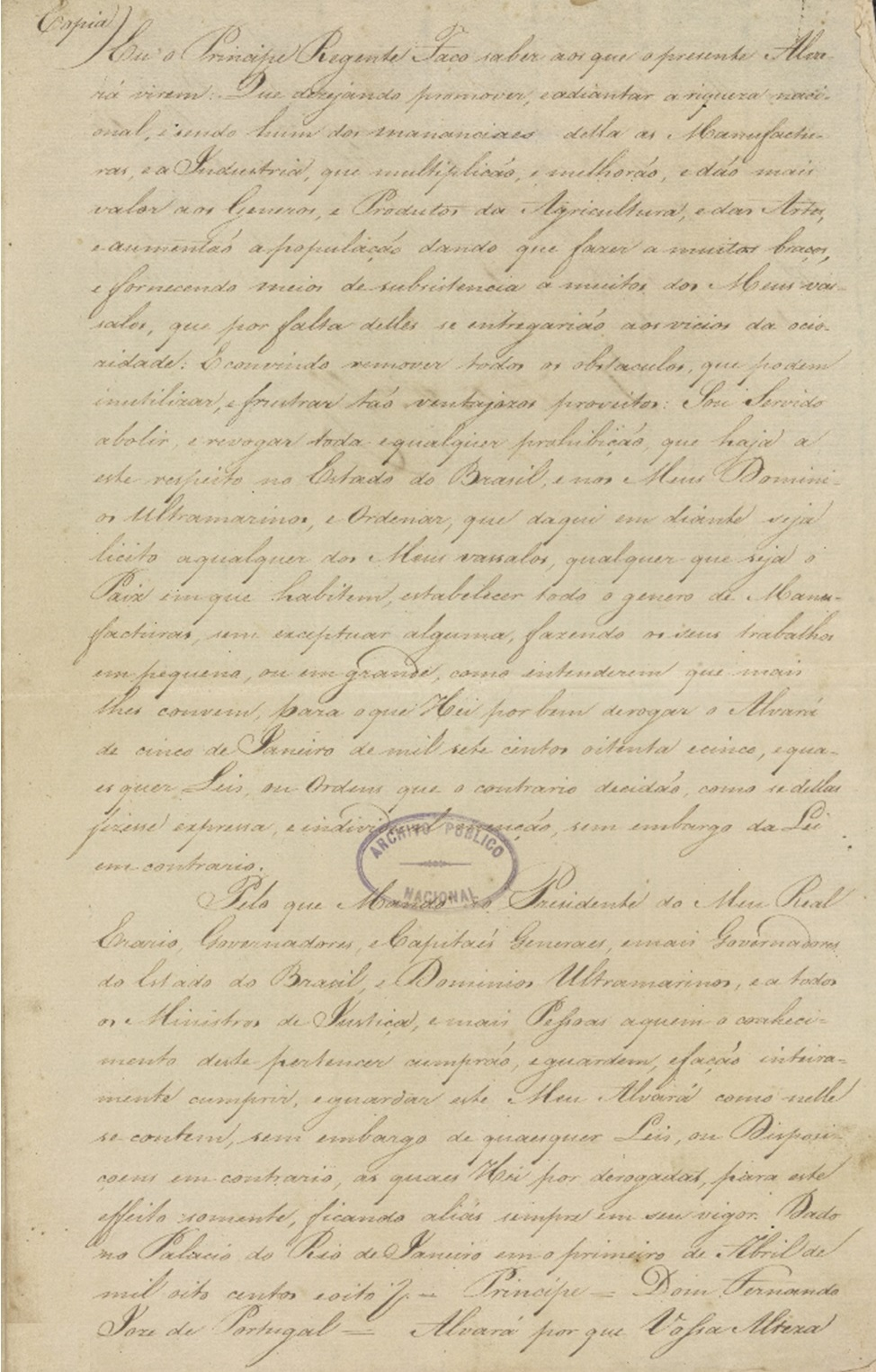
Alvará de 1808 que autoriza as fábricas e manufaturas no Brasil, 1° de abril de 1808. Arquivo Nacional.

A esquadra partiu de Salvador rumo ao Rio de Janeiro, onde chegou no dia 8 de março de 1808, desembarcando no cais do Largo do Paço.
Os membros da família real foram alojados em três prédios no centro da cidade, entre eles o paço do vice-rei Marcos de Noronha e Brito, conde dos Arcos, e o convento das Carmelitas. Os demais agregados espalharam-se pela cidade, em residências confiscadas à população assinaladas com as iniciais "P.R." ("Príncipe-Regente"), o que deu origem ao trocadilho "Ponha-se na Rua", ou "Prédio Roubado" como os mais irônicos diziam à época.

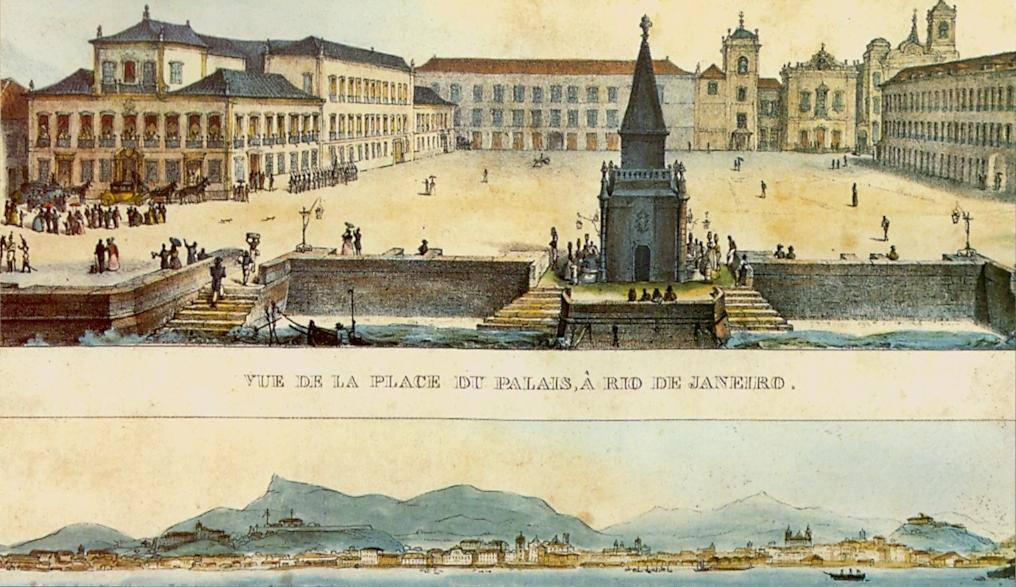
Na parte superior, a atual Praça XV, do lado esquerdo o Paço Imperial (sede do governo Colonial, Real e Imperial) ao fundo o Convento e Igreja do Carmo, onde D. Maria I morreu e o Chafariz do Mestre Valentim, na frente. Na parte inferior um panorama da cidade com destaque o Corcovado. De Jean-Baptiste Debret, em 1830.

Em outra medida tomada logo após a chegada da corte ao Brasil, declarou-se guerra à França, e foi ocupada a Guiana Francesa em 1809.

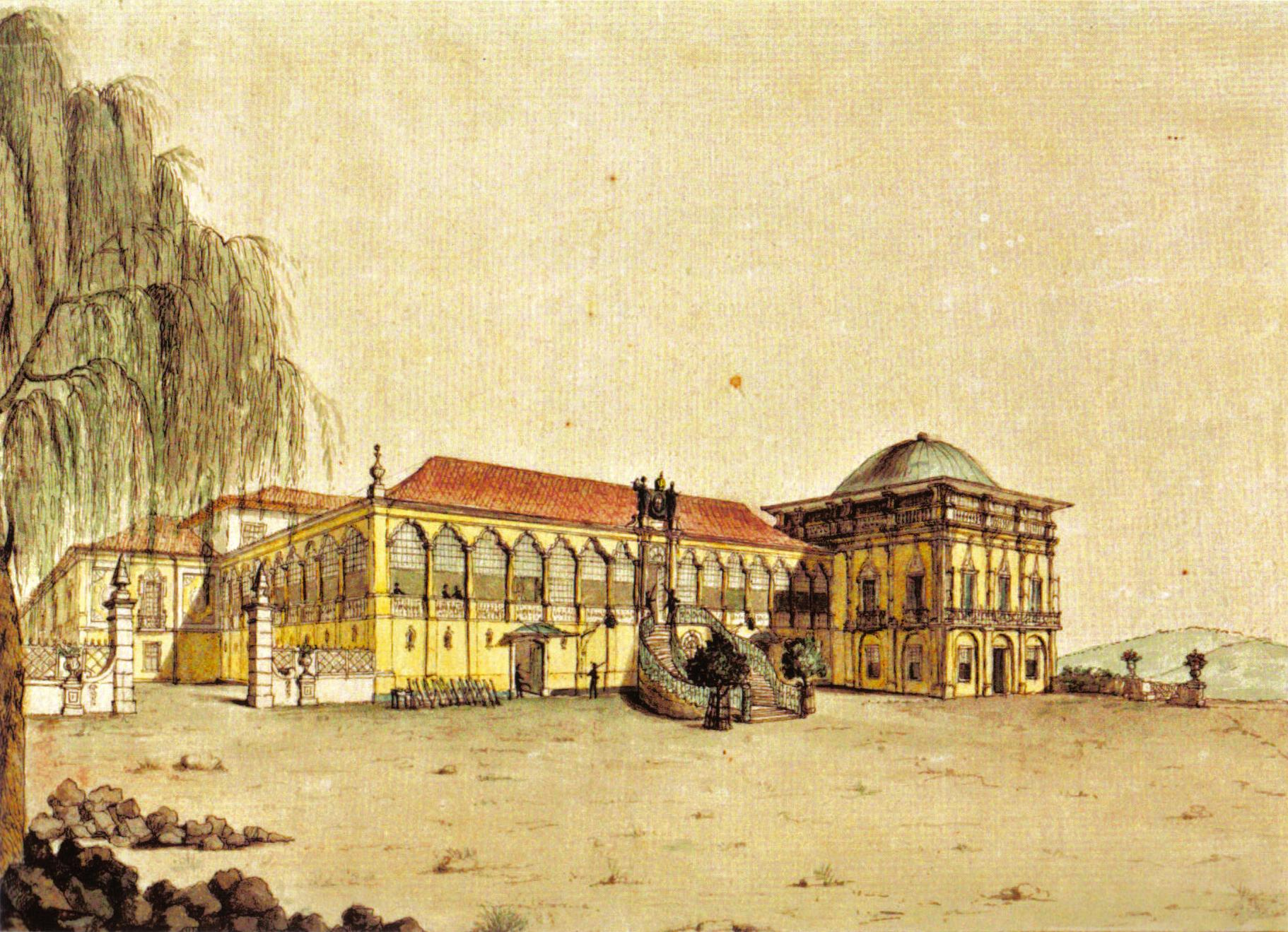
Paço de São Cristóvão, atual Museu Nacional, na Quinta da Boa Vista. Foi residência da família de D. João VI e da Família Imperial Brasileira. De Jean-Baptiste Debret, em 1817.

Em abril de 1808, o Príncipe Regente decretou a suspensão do alvará de 1785, que proibia a criação de indústrias no Brasil. Ficavam, assim, autorizadas as atividades em território colonial. A medida permitiu a instalação, em 1811, de duas fábricas de ferro, em São Paulo e em Minas Gerais. Mas o sopro de desenvolvimento parou por aí, pois a presença de artigos britânicos bem elaborados e a preços relativamente acessíveis bloqueava a produção de similares em território brasileiro. A eficácia da medida seria anulada pela assinatura dos Tratados de 1810: o Tratado de Aliança e Amizade e o Tratado de Comércio e Navegação. Por este último, o governo português concedia aos produtos ingleses uma tarifa preferencial de 15%, ao passo que a que incidia sobre os artigos provenientes de Portugal era de 16% e a dos demais países amigos, 24%. Na prática, findava o pacto colonial.

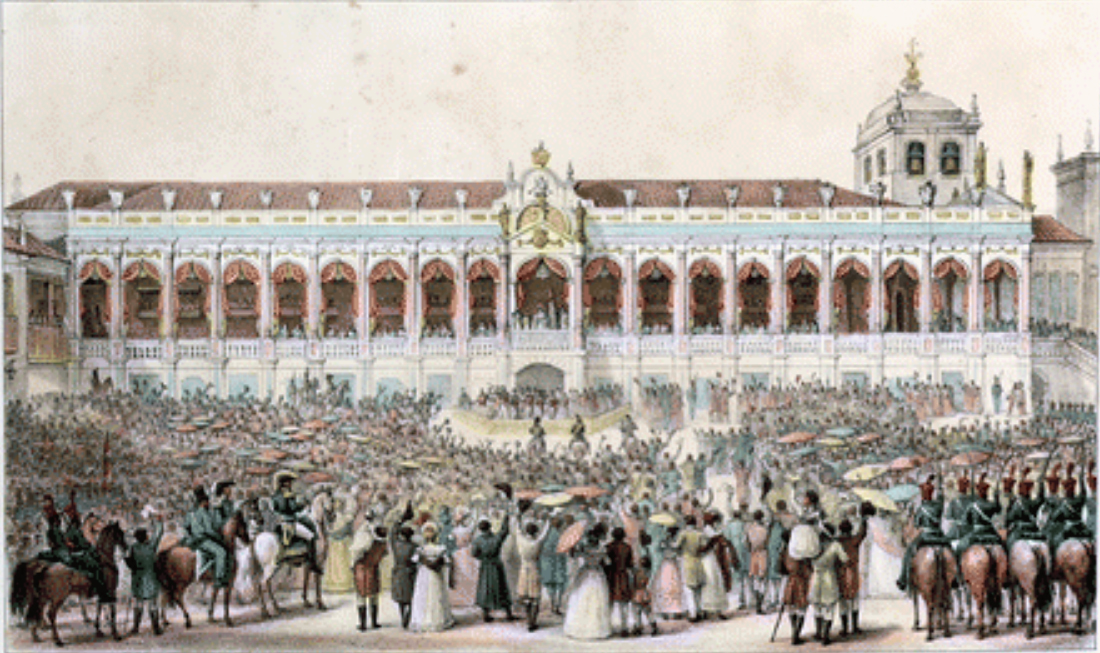
Aclamação do rei D. João VI em 1816, no Paço Imperial, na atual Praça XV, no centro histórico do Rio de Janeiro. De Jean-Baptiste Debret.

## Principais medidas tomadas pela Coroa no Brasil

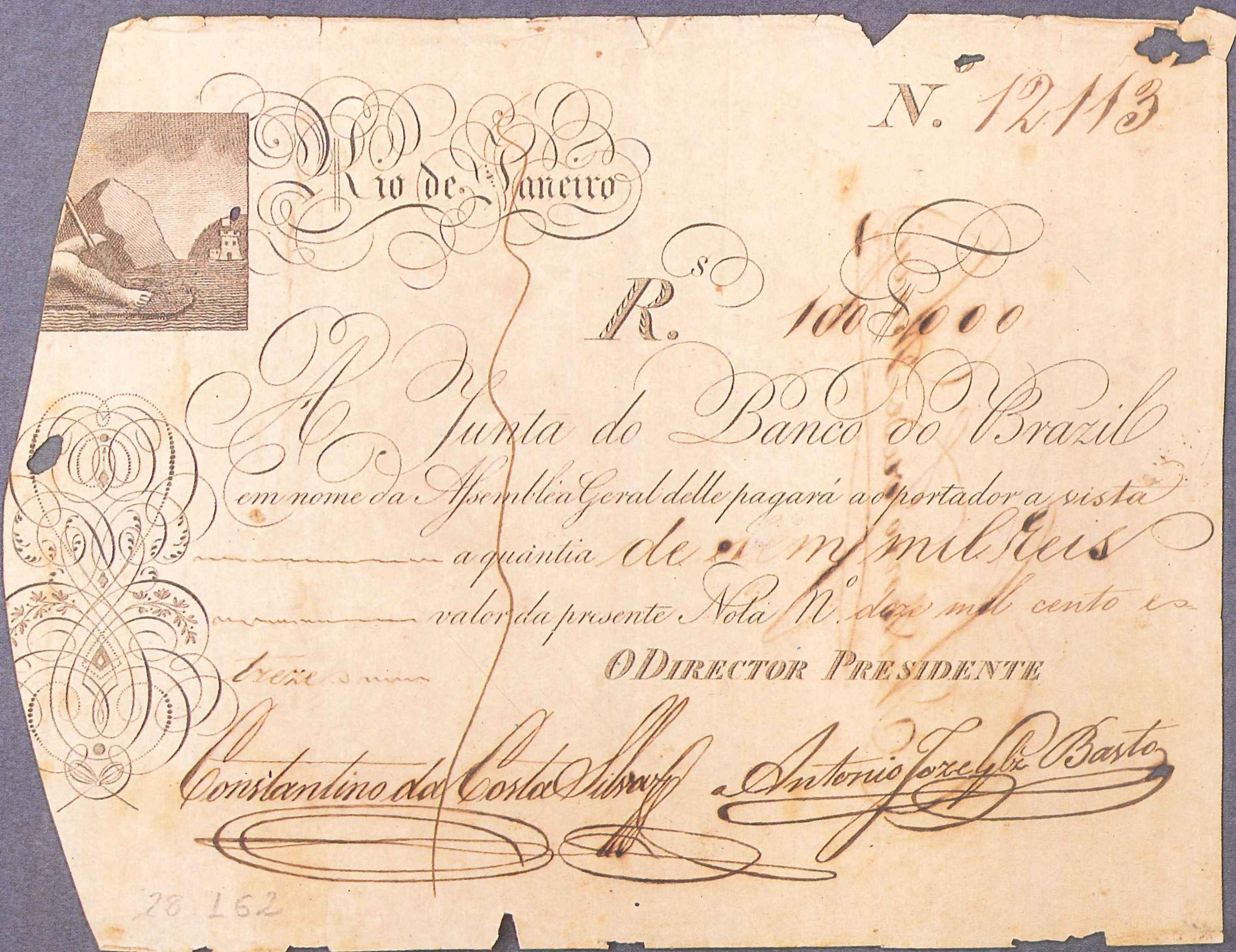
Primeiro bilhete de banco, precursor das atuais cédulas, emitido pelo Banco do Brasil em 1810.

Entre as mudanças que ocorreram com a vinda da família real para o Brasil, destacam-se as nove principais:
- a abertura dos portos às nações amigas em 1808;
- a criação da Imprensa Régia e a autorização para o funcionamento de tipografias e a publicação de jornais em 1808;[nota 2]
- a fundação do primeiro Banco do Brasil, em 1808;
- a criação da Academia Real Militar em 1810;
- a abertura de algumas escolas, entre as quais duas de Medicina – uma na Bahia e outra no Rio de Janeiro — por influência do médico pernambucano Correia Picanço;
- a instalação da Real Fábrica de Pólvora no Rio de Janeiro e de fábricas de ferro em Minas Gerais e em São Paulo;
- a criação da Biblioteca Real (1810), do Jardim Botânico (1811) e do Museu Real (1818);
- elevação do Estado do Brasil à condição de reino, unido a Portugal e Algarves;
- a vinda da Missão Artística Francesa em 1816, e a fundação da Academia de Belas Artes;
- a mudança de denominação das unidades territoriais, que deixaram de se chamar "capitanias" e passaram a denominar-se de "províncias" (1821).

## Consequências
Ao evitar-se que a família real portuguesa fosse aprisionada em Lisboa pelas tropas francesas, inviabilizou-se o projeto de Napoleão Bonaparte para a península ibérica, que consistia em estabelecer nela famílias reais da sua própria família, como ainda se tentou em Espanha com a deposição de Fernando VII e Carlos IV, colocando no trono José Bonaparte. A revelação da correspondência secreta de Junot e de Napoleão, bem como os textos dos Tratados secretos de Tilsit, não deixam margem para quaisquer dúvidas a este respeito.
O "partido francês" em Portugal, não se dando por derrotado, começou imediatamente a difundir a ideia de que a retirada estratégica da Corte para o Brasil mais não era do que uma "fuga", que teria deixado Portugal sem Rei e sem Lei. Por esse motivo foi enviada uma delegação sua ao encontro de Junot para que Napoleão Bonaparte lhes desse uma Constituição e um Rei.

### Revolução Pernambucana

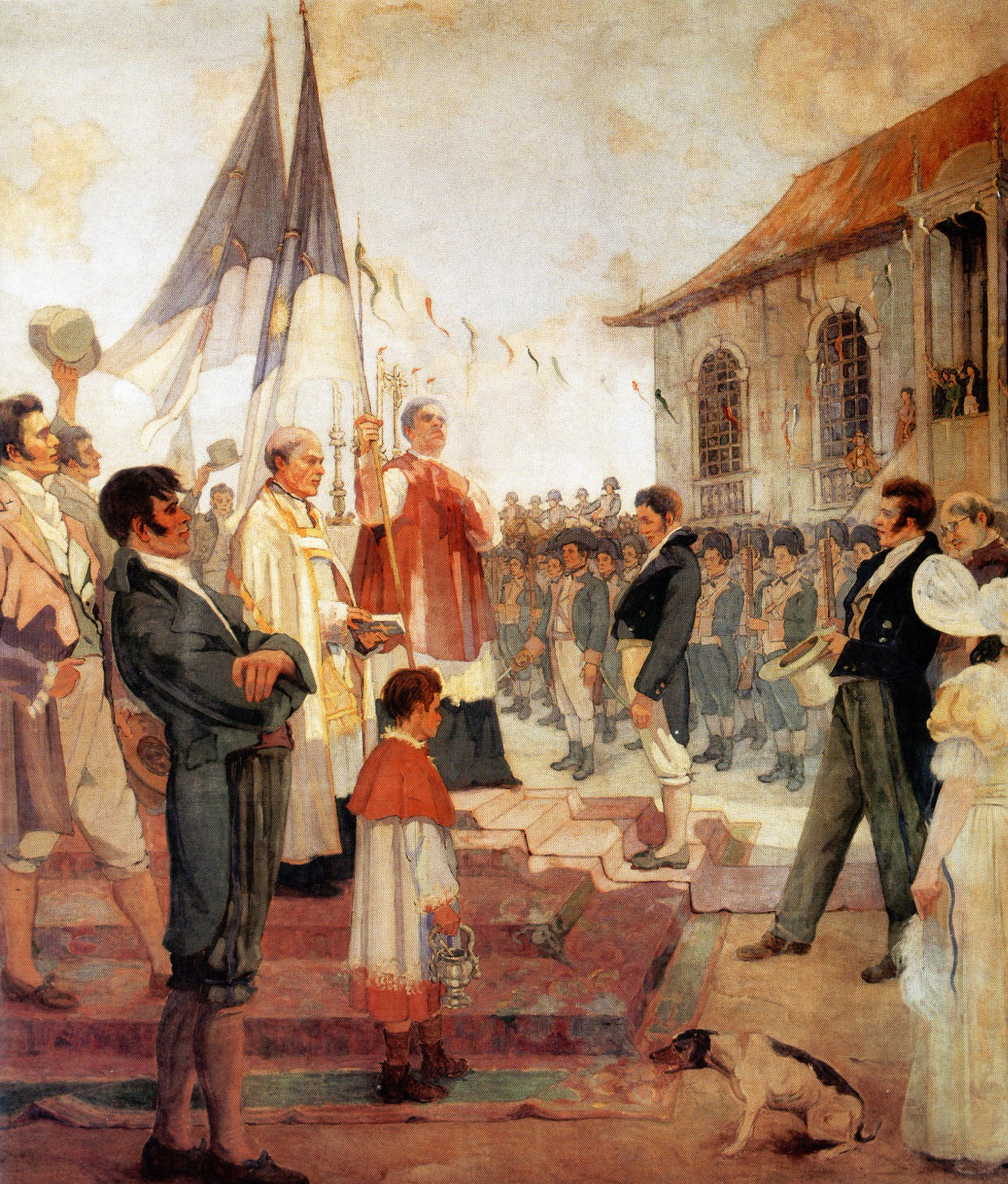
Revolução Pernambucana de 1817: movimento é considerado o precursor da Independência do Brasil.

A Revolução Pernambucana, também conhecida como "Revolução dos Padres", foi um movimento emancipacionista que eclodiu no dia 6 de março de 1817 em Pernambuco, no Brasil. Dentre as suas causas, destacam-se a influência das ideias iluministas propagadas pelas sociedades maçônicas, o absolutismo monárquico português e os enormes gastos da Família Real e seu séquito recém-chegados ao Brasil — a capitania de Pernambuco, então a mais lucrativa da colônia, era obrigada a enviar para o Rio de Janeiro grandes somas de dinheiro para custear salários, comidas, roupas e festas da Corte, o que dificultava o enfrentamento de problemas locais (como a seca ocorrida em 1816) e ocasionava o atraso no pagamento dos soldados, gerando grande descontentamento no povo pernambucano.
Único movimento separatista do período de dominação portuguesa que ultrapassou a fase conspiratória e atingiu o processo de tomada do poder, a Revolução Pernambucana provocou o adiamento da aclamação de João VI como rei e o atraso da viagem de Maria Leopoldina de Áustria para o Rio de Janeiro, mobilizando forças políticas e suscitando posicionamentos e repressões em todo o Brasil. O príncipe regente impôs uma repressão violenta: quatorze revoltosos foram executados pelo crime de lesa-majestade (a maioria enforcados e esquartejados, enquanto outros foram fuzilados), e centenas morreram em combate ou na prisão. Ainda em retaliação, João VI desmembrou a então comarca das Alagoas do território pernambucano (sete anos mais tarde, Pedro I tiraria de Pernambuco a Comarca do Rio de São Francisco como punição pela Confederação do Equador). Apenas na data de sua coroação, em 6 de fevereiro de 1818, João ordenou o encerramento da devassa.
A Revolução Pernambucana contou com relativo apoio internacional: os Estados Unidos, que dois anos antes tinham instalado no Recife o seu primeiro Consulado no Brasil e no hemisfério sul devido às relações comerciais com Pernambuco, se mostraram favoráveis ao movimento, bem como os ex-oficiais de Napoleão Bonaparte que pretendiam resgatar o seu líder do cativeiro em Santa Helena, levá-lo a Pernambuco e depois a Nova Orleans.
Os revolucionários, oriundos de várias partes da colônia, tinham como objetivo principal a conquista da independência do Brasil em relação a Portugal, com a implantação de uma república liberal. O movimento abalou a confiança na construção do império americano sonhado por João VI, e por este motivo é considerado o precursor da independência conquistada em 1822.

### Revolução do Porto
Após a derrota de Napoleão, a transferência da Corte para o Brasil veio também a ter como consequência a Revolução de 1820 em Portugal, que exigiu o retorno da família real portuguesa e da Corte a Lisboa. O comportamento dos deputados às Cortes Constituintes face ao Brasil depois também veio a provocar a proclamação da sua Independência.